# بيبي ريكي (مسلسل تلفزيوني)
بيبي ريكي أو طفل الريكي (بالإنجليزية: BabyRiki، بالروسية: Малышарики) هو مسلسلُ رسوم متحركة تعليميٌ موجه للأطفال. ويعتبر من فئة المسلسلات التعليمية لمرحلة التوجيه ما قبل المدرسي أو مرحلة الحضانة، وهو مسلسل تلفزيوني روسي المنشأ أطلق في يوليو 2017. وبُث المسلسل في الولايات المتحدة وبريطانيا. ويتكون من 104 حلقة في موسمين.